# Jean Ogé
Jean Ogé est un homme politique français né le 14 avril 1755 à Rozoy-sur-Serre (Aisne) et décédé le 21 mai 1807 à Saint-Pierremont (Aisne).
Curé de Saint-Pierremont, il est député du clergé aux États généraux de 1789 pour le bailliage du Vermandois. Il est partisan des réformes et prête le serment civique. Après le Concordat de 1801, il reprend ses fonctions à Saint-Pierremont.

## Sources
- « Jean Ogé », dans Adolphe Robert et Gaston Cougny, Dictionnaire des parlementaires français, Edgar Bourloton, 1889-1891 [détail de l’édition]